# برينت مكمان
برينت مكمان هو تريثلت كندي، ولد في 17 سبتمبر 1980 في كيلونا في كندا.

## وصلات خارجية
- برينت مكمان على موقع اتحاد الترياتلون الدولي (الإنجليزية)
- برينت مكمان على موقع أوليمبيديا (الإنجليزية)
- برينت مكمان على موقع اتحاد ألعاب الكومنولث (مؤرشف) (الإنجليزية)
- برينت مكمان على موقع دورة ألعاب الكومنولث 2006 (مؤرشف) (الإنجليزية)